# 1395
Portal Geschichte | Portal Biografien | Aktuelle Ereignisse | Jahreskalender | Tagesartikel

◄ |
13. Jahrhundert |
14. Jahrhundert
| 15. Jahrhundert | ►

◄ |
1360er |
1370er |
1380er |
1390er
| 1400er | 1410er | 1420er | ►

◄◄ |
◄ |
1391 |
1392 |
1393 |
1394 |
1395
| 1396 | 1397 | 1398 | 1399 | ► | ►►
Staatsoberhäupter  · Nekrolog
| Januar | Januar | Januar | Januar | Januar | Januar | Januar | Januar |
| Kw     | Mo     | Di     | Mi     | Do     | Fr     | Sa     | So     |
| ------ | ------ | ------ | ------ | ------ | ------ | ------ | ------ |
| 53     |        |        |        |        | 1      | 2      | 3      |
| 1      | 4      | 5      | 6      | 7      | 8      | 9      | 10     |
| 2      | 11     | 12     | 13     | 14     | 15     | 16     | 17     |
| 3      | 18     | 19     | 20     | 21     | 22     | 23     | 24     |
| 4      | 25     | 26     | 27     | 28     | 29     | 30     | 31     |

| Februar | Februar | Februar | Februar | Februar | Februar | Februar | Februar |
| Kw      | Mo      | Di      | Mi      | Do      | Fr      | Sa      | So      |
| ------- | ------- | ------- | ------- | ------- | ------- | ------- | ------- |
| 5       | 1       | 2       | 3       | 4       | 5       | 6       | 7       |
| 6       | 8       | 9       | 10      | 11      | 12      | 13      | 14      |
| 7       | 15      | 16      | 17      | 18      | 19      | 20      | 21      |
| 8       | 22      | 23      | 24      | 25      | 26      | 27      | 28      |

| März | März | März | März | März | März | März | März |
| Kw   | Mo   | Di   | Mi   | Do   | Fr   | Sa   | So   |
| ---- | ---- | ---- | ---- | ---- | ---- | ---- | ---- |
| 9    | 1    | 2    | 3    | 4    | 5    | 6    | 7    |
| 10   | 8    | 9    | 10   | 11   | 12   | 13   | 14   |
| 11   | 15   | 16   | 17   | 18   | 19   | 20   | 21   |
| 12   | 22   | 23   | 24   | 25   | 26   | 27   | 28   |
| 13   | 29   | 30   | 31   |      |      |      |      |

| April | April | April | April | April | April | April | April |
| Kw    | Mo    | Di    | Mi    | Do    | Fr    | Sa    | So    |
| ----- | ----- | ----- | ----- | ----- | ----- | ----- | ----- |
| 13    |       |       |       | 1     | 2     | 3     | 4     |
| 14    | 5     | 6     | 7     | 8     | 9     | 10    | 11    |
| 15    | 12    | 13    | 14    | 15    | 16    | 17    | 18    |
| 16    | 19    | 20    | 21    | 22    | 23    | 24    | 25    |
| 17    | 26    | 27    | 28    | 29    | 30    |       |       |

| Mai | Mai | Mai | Mai | Mai | Mai | Mai | Mai |
| Kw  | Mo  | Di  | Mi  | Do  | Fr  | Sa  | So  |
| --- | --- | --- | --- | --- | --- | --- | --- |
| 17  |     |     |     |     |     | 1   | 2   |
| 18  | 3   | 4   | 5   | 6   | 7   | 8   | 9   |
| 19  | 10  | 11  | 12  | 13  | 14  | 15  | 16  |
| 20  | 17  | 18  | 19  | 20  | 21  | 22  | 23  |
| 21  | 24  | 25  | 26  | 27  | 28  | 29  | 30  |
| 22  | 31  |     |     |     |     |     |     |

| Juni | Juni | Juni | Juni | Juni | Juni | Juni | Juni |
| Kw   | Mo   | Di   | Mi   | Do   | Fr   | Sa   | So   |
| ---- | ---- | ---- | ---- | ---- | ---- | ---- | ---- |
| 22   |      | 1    | 2    | 3    | 4    | 5    | 6    |
| 23   | 7    | 8    | 9    | 10   | 11   | 12   | 13   |
| 24   | 14   | 15   | 16   | 17   | 18   | 19   | 20   |
| 25   | 21   | 22   | 23   | 24   | 25   | 26   | 27   |
| 26   | 28   | 29   | 30   |      |      |      |      |

| Juli | Juli | Juli | Juli | Juli | Juli | Juli | Juli |
| Kw   | Mo   | Di   | Mi   | Do   | Fr   | Sa   | So   |
| ---- | ---- | ---- | ---- | ---- | ---- | ---- | ---- |
| 26   |      |      |      | 1    | 2    | 3    | 4    |
| 27   | 5    | 6    | 7    | 8    | 9    | 10   | 11   |
| 28   | 12   | 13   | 14   | 15   | 16   | 17   | 18   |
| 29   | 19   | 20   | 21   | 22   | 23   | 24   | 25   |
| 30   | 26   | 27   | 28   | 29   | 30   | 31   |      |

| August | August | August | August | August | August | August | August |
| Kw     | Mo     | Di     | Mi     | Do     | Fr     | Sa     | So     |
| ------ | ------ | ------ | ------ | ------ | ------ | ------ | ------ |
| 30     |        |        |        |        |        |        | 1      |
| 31     | 2      | 3      | 4      | 5      | 6      | 7      | 8      |
| 32     | 9      | 10     | 11     | 12     | 13     | 14     | 15     |
| 33     | 16     | 17     | 18     | 19     | 20     | 21     | 22     |
| 34     | 23     | 24     | 25     | 26     | 27     | 28     | 29     |
| 35     | 30     | 31     |        |        |        |        |        |

| September | September | September | September | September | September | September | September |
| Kw        | Mo        | Di        | Mi        | Do        | Fr        | Sa        | So        |
| --------- | --------- | --------- | --------- | --------- | --------- | --------- | --------- |
| 35        |           |           | 1         | 2         | 3         | 4         | 5         |
| 36        | 6         | 7         | 8         | 9         | 10        | 11        | 12        |
| 37        | 13        | 14        | 15        | 16        | 17        | 18        | 19        |
| 38        | 20        | 21        | 22        | 23        | 24        | 25        | 26        |
| 39        | 27        | 28        | 29        | 30        |           |           |           |

| Oktober | Oktober | Oktober | Oktober | Oktober | Oktober | Oktober | Oktober |
| Kw      | Mo      | Di      | Mi      | Do      | Fr      | Sa      | So      |
| ------- | ------- | ------- | ------- | ------- | ------- | ------- | ------- |
| 39      |         |         |         |         | 1       | 2       | 3       |
| 40      | 4       | 5       | 6       | 7       | 8       | 9       | 10      |
| 41      | 11      | 12      | 13      | 14      | 15      | 16      | 17      |
| 42      | 18      | 19      | 20      | 21      | 22      | 23      | 24      |
| 43      | 25      | 26      | 27      | 28      | 29      | 30      | 31      |

| November | November | November | November | November | November | November | November |
| Kw       | Mo       | Di       | Mi       | Do       | Fr       | Sa       | So       |
| -------- | -------- | -------- | -------- | -------- | -------- | -------- | -------- |
| 44       | 1        | 2        | 3        | 4        | 5        | 6        | 7        |
| 45       | 8        | 9        | 10       | 11       | 12       | 13       | 14       |
| 46       | 15       | 16       | 17       | 18       | 19       | 20       | 21       |
| 47       | 22       | 23       | 24       | 25       | 26       | 27       | 28       |
| 48       | 29       | 30       |          |          |          |          |          |

| Dezember | Dezember | Dezember | Dezember | Dezember | Dezember | Dezember | Dezember |
| Kw       | Mo       | Di       | Mi       | Do       | Fr       | Sa       | So       |
| -------- | -------- | -------- | -------- | -------- | -------- | -------- | -------- |
| 48       |          |          | 1        | 2        | 3        | 4        | 5        |
| 49       | 6        | 7        | 8        | 9        | 10       | 11       | 12       |
| 50       | 13       | 14       | 15       | 16       | 17       | 18       | 19       |
| 51       | 20       | 21       | 22       | 23       | 24       | 25       | 26       |
| 52       | 27       | 28       | 29       | 30       | 31       |          |          |

| Januar | Januar | Januar | Januar | Januar | Januar | Januar | Januar |
| Kw     | Mo     | Di     | Mi     | Do     | Fr     | Sa     | So     |
| ------ | ------ | ------ | ------ | ------ | ------ | ------ | ------ |
| 53     |        |        |        |        | 1      | 2      | 3      |
| 1      | 4      | 5      | 6      | 7      | 8      | 9      | 10     |
| 2      | 11     | 12     | 13     | 14     | 15     | 16     | 17     |
| 3      | 18     | 19     | 20     | 21     | 22     | 23     | 24     |
| 4      | 25     | 26     | 27     | 28     | 29     | 30     | 31     |

| Februar | Februar | Februar | Februar | Februar | Februar | Februar | Februar |
| Kw      | Mo      | Di      | Mi      | Do      | Fr      | Sa      | So      |
| ------- | ------- | ------- | ------- | ------- | ------- | ------- | ------- |
| 5       | 1       | 2       | 3       | 4       | 5       | 6       | 7       |
| 6       | 8       | 9       | 10      | 11      | 12      | 13      | 14      |
| 7       | 15      | 16      | 17      | 18      | 19      | 20      | 21      |
| 8       | 22      | 23      | 24      | 25      | 26      | 27      | 28      |

| März | März | März | März | März | März | März | März |
| Kw   | Mo   | Di   | Mi   | Do   | Fr   | Sa   | So   |
| ---- | ---- | ---- | ---- | ---- | ---- | ---- | ---- |
| 9    | 1    | 2    | 3    | 4    | 5    | 6    | 7    |
| 10   | 8    | 9    | 10   | 11   | 12   | 13   | 14   |
| 11   | 15   | 16   | 17   | 18   | 19   | 20   | 21   |
| 12   | 22   | 23   | 24   | 25   | 26   | 27   | 28   |
| 13   | 29   | 30   | 31   |      |      |      |      |

| April | April | April | April | April | April | April | April |
| Kw    | Mo    | Di    | Mi    | Do    | Fr    | Sa    | So    |
| ----- | ----- | ----- | ----- | ----- | ----- | ----- | ----- |
| 13    |       |       |       | 1     | 2     | 3     | 4     |
| 14    | 5     | 6     | 7     | 8     | 9     | 10    | 11    |
| 15    | 12    | 13    | 14    | 15    | 16    | 17    | 18    |
| 16    | 19    | 20    | 21    | 22    | 23    | 24    | 25    |
| 17    | 26    | 27    | 28    | 29    | 30    |       |       |

| Mai | Mai | Mai | Mai | Mai | Mai | Mai | Mai |
| Kw  | Mo  | Di  | Mi  | Do  | Fr  | Sa  | So  |
| --- | --- | --- | --- | --- | --- | --- | --- |
| 17  |     |     |     |     |     | 1   | 2   |
| 18  | 3   | 4   | 5   | 6   | 7   | 8   | 9   |
| 19  | 10  | 11  | 12  | 13  | 14  | 15  | 16  |
| 20  | 17  | 18  | 19  | 20  | 21  | 22  | 23  |
| 21  | 24  | 25  | 26  | 27  | 28  | 29  | 30  |
| 22  | 31  |     |     |     |     |     |     |

| Juni | Juni | Juni | Juni | Juni | Juni | Juni | Juni |
| Kw   | Mo   | Di   | Mi   | Do   | Fr   | Sa   | So   |
| ---- | ---- | ---- | ---- | ---- | ---- | ---- | ---- |
| 22   |      | 1    | 2    | 3    | 4    | 5    | 6    |
| 23   | 7    | 8    | 9    | 10   | 11   | 12   | 13   |
| 24   | 14   | 15   | 16   | 17   | 18   | 19   | 20   |
| 25   | 21   | 22   | 23   | 24   | 25   | 26   | 27   |
| 26   | 28   | 29   | 30   |      |      |      |      |

| Juli | Juli | Juli | Juli | Juli | Juli | Juli | Juli |
| Kw   | Mo   | Di   | Mi   | Do   | Fr   | Sa   | So   |
| ---- | ---- | ---- | ---- | ---- | ---- | ---- | ---- |
| 26   |      |      |      | 1    | 2    | 3    | 4    |
| 27   | 5    | 6    | 7    | 8    | 9    | 10   | 11   |
| 28   | 12   | 13   | 14   | 15   | 16   | 17   | 18   |
| 29   | 19   | 20   | 21   | 22   | 23   | 24   | 25   |
| 30   | 26   | 27   | 28   | 29   | 30   | 31   |      |

| August | August | August | August | August | August | August | August |
| Kw     | Mo     | Di     | Mi     | Do     | Fr     | Sa     | So     |
| ------ | ------ | ------ | ------ | ------ | ------ | ------ | ------ |
| 30     |        |        |        |        |        |        | 1      |
| 31     | 2      | 3      | 4      | 5      | 6      | 7      | 8      |
| 32     | 9      | 10     | 11     | 12     | 13     | 14     | 15     |
| 33     | 16     | 17     | 18     | 19     | 20     | 21     | 22     |
| 34     | 23     | 24     | 25     | 26     | 27     | 28     | 29     |
| 35     | 30     | 31     |        |        |        |        |        |

| September | September | September | September | September | September | September | September |
| Kw        | Mo        | Di        | Mi        | Do        | Fr        | Sa        | So        |
| --------- | --------- | --------- | --------- | --------- | --------- | --------- | --------- |
| 35        |           |           | 1         | 2         | 3         | 4         | 5         |
| 36        | 6         | 7         | 8         | 9         | 10        | 11        | 12        |
| 37        | 13        | 14        | 15        | 16        | 17        | 18        | 19        |
| 38        | 20        | 21        | 22        | 23        | 24        | 25        | 26        |
| 39        | 27        | 28        | 29        | 30        |           |           |           |

| Oktober | Oktober | Oktober | Oktober | Oktober | Oktober | Oktober | Oktober |
| Kw      | Mo      | Di      | Mi      | Do      | Fr      | Sa      | So      |
| ------- | ------- | ------- | ------- | ------- | ------- | ------- | ------- |
| 39      |         |         |         |         | 1       | 2       | 3       |
| 40      | 4       | 5       | 6       | 7       | 8       | 9       | 10      |
| 41      | 11      | 12      | 13      | 14      | 15      | 16      | 17      |
| 42      | 18      | 19      | 20      | 21      | 22      | 23      | 24      |
| 43      | 25      | 26      | 27      | 28      | 29      | 30      | 31      |

| November | November | November | November | November | November | November | November |
| Kw       | Mo       | Di       | Mi       | Do       | Fr       | Sa       | So       |
| -------- | -------- | -------- | -------- | -------- | -------- | -------- | -------- |
| 44       | 1        | 2        | 3        | 4        | 5        | 6        | 7        |
| 45       | 8        | 9        | 10       | 11       | 12       | 13       | 14       |
| 46       | 15       | 16       | 17       | 18       | 19       | 20       | 21       |
| 47       | 22       | 23       | 24       | 25       | 26       | 27       | 28       |
| 48       | 29       | 30       |          |          |          |          |          |

| Dezember | Dezember | Dezember | Dezember | Dezember | Dezember | Dezember | Dezember |
| Kw       | Mo       | Di       | Mi       | Do       | Fr       | Sa       | So       |
| -------- | -------- | -------- | -------- | -------- | -------- | -------- | -------- |
| 48       |          |          | 1        | 2        | 3        | 4        | 5        |
| 49       | 6        | 7        | 8        | 9        | 10       | 11       | 12       |
| 50       | 13       | 14       | 15       | 16       | 17       | 18       | 19       |
| 51       | 20       | 21       | 22       | 23       | 24       | 25       | 26       |
| 52       | 27       | 28       | 29       | 30       | 31       |          |          |

## Ereignisse

### Politik und Weltgeschehen

#### Habsburgische Erblande/Ungarn

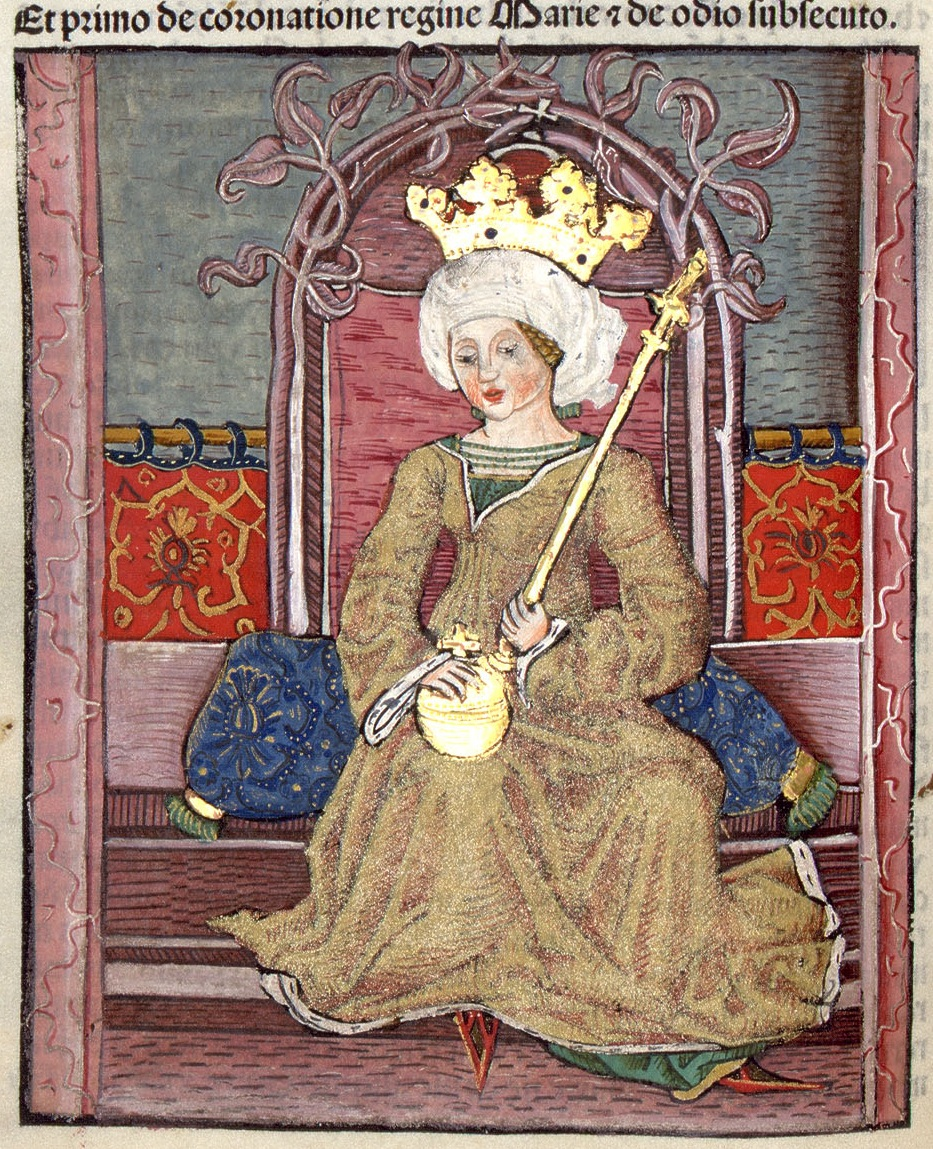
Maria von Ungarn

- 17. Mai: Maria von Anjou, aus eigenem Recht „König“ von Ungarn, stirbt hochschwanger bei einem Reitunfall. Ihr Gatte Sigismund von Luxemburg wird alleiniger Herrscher Ungarns.
- 29. August: Herzog Albrecht III. von Österreich stirbt mitten in den Vorbereitungen eines gemeinsamen Kriegszuges mit Jobst von Mähren und dem ungarischen König Sigismund gegen den deutschen König Wenzel. Er hinterlässt ein Testament, in welchem er nicht genau darauf eingeht, wie im Herzogtum Österreich weiter regiert werden soll. Er bittet aber seinen Sohn Albrecht sowie seinen Neffen Wilhelm, dass die Erbländer beisammenbleiben sollen. Durch diese unpräzise Formulierung bleibt ein Interpretationsspielraum, den Wilhelm ausnützt, da er als ältester unter den verbliebenen Habsburgern sein Vorrecht legitimiert sieht. Wilhelm findet für seinen Plan einer alleinigen Regierungsgewalt über die vereinten Länder Unterstützung bei den Wiener Bürgern. Der Adel im Herzogtum stellte sich allerdings auf die Seite Albrechts IV.
- 22. September: Der Vertrag von Hollenburg schlichtet vorübergehend einen Erbschaftsstreit im Hause Habsburg, der nach dem Tod von Albrecht III. und Leopold III. (1386) entstanden ist und zu eskalieren drohte. Das Abkommen besagt, dass Albrecht und Wilhelm sich die Regierungsgewalt teilen. Gleichzeitig erhält Wilhelm de facto die Regentschaft über Innerösterreich, sein Bruder Leopold IV. erhält Oberösterreich (Tirol und Vorarlberg), während Albrecht das Herzogtum Österreich verwaltet. Die Einkünfte sollen gerecht aufgeteilt werden.

#### Weitere Ereignisse im Heiligen Römischen Reich

Ochsenwerder um 1400

- 23. April: Hamburg erwirbt Ochsenwerder und Moorwerder zusammen mit den anderen  Marschlanden vom Grafen von Holstein, um den Eingang der Norderelbe zu beherrschen und ihre Interessen in der Elbschifffahrt zu sichern.
- Unter dem seit 1385 herrschenden Gian Galeazzo Visconti wird Mailand durch Reichsdiplom von König Wenzel zum Herzogtum erhoben.

#### Osteuropa
- 14. April: Timur besiegt am Terek unter großen eigenen Verlusten die Goldene Horde unter Toktamisch und zerstört im Anschluss zahlreiche Städte der Horde, unter anderem Sarai, Astrachan, Bolgar und die Krim. Toktamisch flieht ins Großfürstentum Litauen und geht dort mit dem Großfürsten Witold eine Allianz ein.
- 17. Mai: Der walachische Woiwode Mircea cel Bătrân besiegt die Osmanen unter Bayezid I. in der Schlacht von Rovine. Der Ort der Schlacht ist ebenso umstritten wie ihr Ausgang.
- September: Stjepan Dabiša, König von Bosnien, stirbt. In seinem Testament bestimmt er König Sigismund von Ungarn, den Ehemann seiner Cousine Maria zu seinem Nachfolger. Maria ist allerdings bereits am 17. Mai verstorben. Der bosnische Adel lehnt Sigismund als König ab, der seine Herrschaftsansprüche nur auf seinen Status als Ehemann Marias stützt. Stattdessen setzt der Adel Stjepans Witwe Jelena Gruba als Nachfolgerin ihres Ehemannes ein.

#### Asien
- Während der Joseon-Dynastie in Korea werden die Provinzen Gangwon-do und Hwanghae-do geschaffen.
- 1387/95: Ramracha wird König des siamesischen Reiches von Ayutthaya als Nachfolger seines Vaters Ramesuan.

#### Urkundliche Ersterwähnungen
- Erste urkundliche Erwähnung erfahren Hombruch, Schlechtbach und Trienz.

### Kultur
- September: Der Jongmyo-Schrein wird fertiggestellt.

### Religion

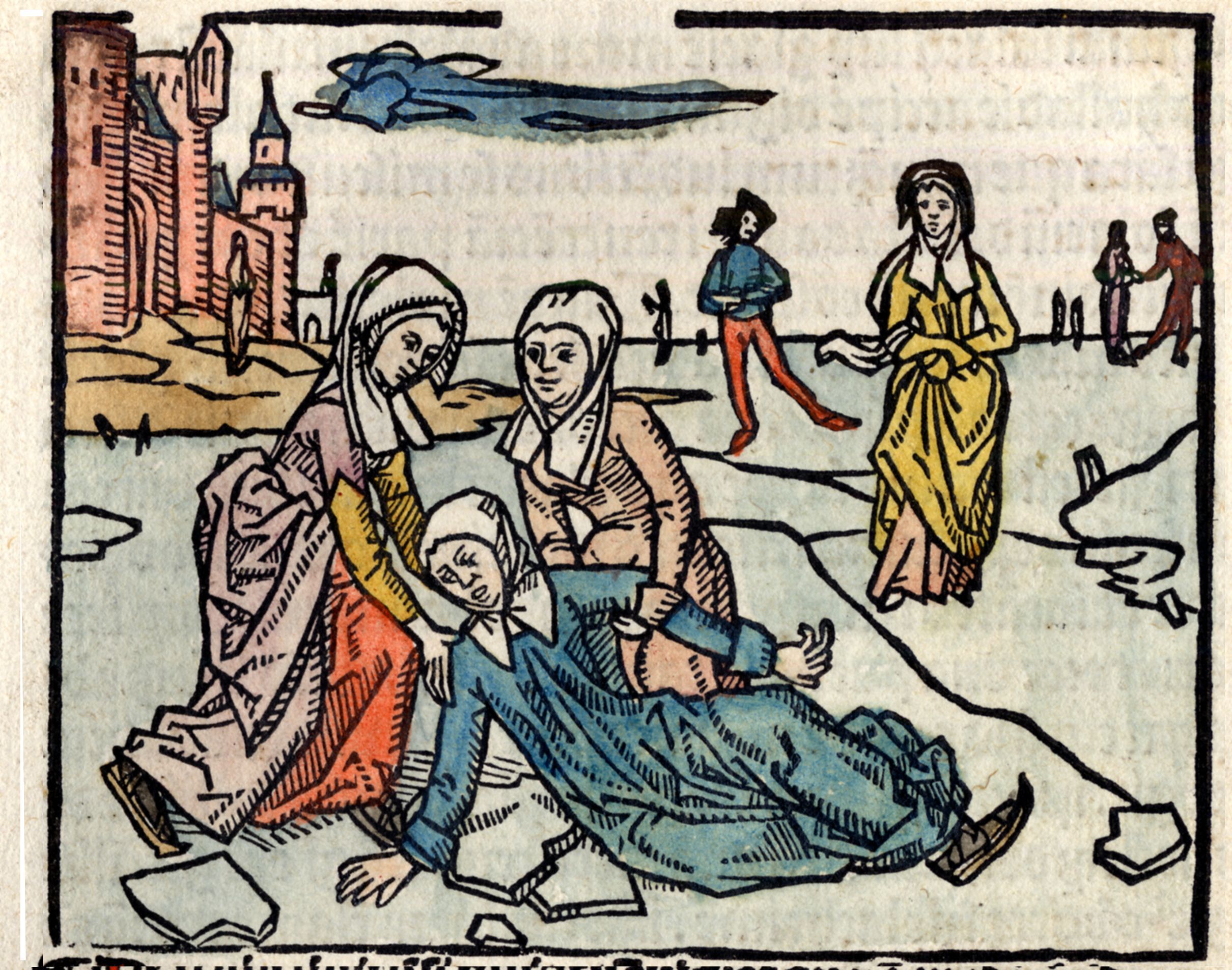
Kolorierter Holzschnitt mit dem Sturz Lidwinas, aus der Vita des Johannes Brugman, Ausgabe von 1498

- Die 15-jährige Lidwina von Schiedam bricht sich beim Eislaufen eine Rippe. Als Komplikation tritt ein Gangrän auf. Dadurch muss Lidwina den größten Teil ihres Lebens das Bett hüten.
- Die Pilgerkapelle St. Bartholomäus in Bochum wird erstmals erwähnt.

## Geboren

### Geburtsdatum gesichert
- 11. Januar: Michelle de Valois, Herzogin von Burgund († 1422)
- 23. März: Johann Jakob, Markgraf von Montferrat († 1445)
- 29. März: John Holland, englischer Adeliger († 1447)
- 4. April: Georgios Trapezuntios, venezianisch-griechischer Gelehrter († 1472 oder 1484)
- 26. Juni: Margarete von Österreich, Herzogin von Bayern-Landshut († 1447)
- 22. September: Katharina van Naaldwijk, niederländische Ordensfrau und Subpriorin des Klosters Diepenveen († 1443)

### Genaues Geburtsdatum unbekannt
- Juni: Gianfrancesco I. Gonzaga, Markgraf von Mantua († 1444)
- Katharina von Braunschweig-Lüneburg, Kurfürstin von Sachsen († 1442)
- Jacques Cœur, französischer Kaufmann und Finanzier des Königs Karl VII. von Frankreich († 1456)
- Dietrich Ebbracht, deutscher Kanoniker und Scholastiker, Protonotar sowie Kirchenpolitiker unter Kaiser Sigismund († 1462)
- Johannes de Fontana, venezianischer Arzt und Ingenieur († 1455)
- Antonio Pisanello, italienischer Maler und Medailleur († 1455)
- Nikolaus von Prüm, deutscher Jurist († 1439)
- Richard d’Étampes, bretonischer Adeliger († 1438)
- Vlad II. Dracul, Fürst der Walachei († 1447)

### Geboren um 1395
- Heinrich Bock, Titularbischof von Myra und Weihbischof im Fürstbistum Speyer († 1443)
- Niccolo di Conti, venezianischer Kaufmann und Entdeckungsreisender († 1469)
- Matthias Döring, deutscher Franziskaner, Historiker und Theologe († 1469)
- Juan de Segovia, kastilischer Theologe († 1458)
- Lorenzo di Giovanni de’ Medici, Florentiner Bankier († 1440)
- Jacques Morel, französischer Bildhauer († 1459)
- Bartolomeu Perestrelo, portugiesischer Edelmann und Entdecker († vor 1458)
- Caspar von Schönberg, Bischof von Meißen († 1463)
- James Stewart of Lorne, schottischer Adeliger († um 1448)
- Tristão Vaz Teixeira, portugiesischer Seefahrer und Entdecker († 1480)
- Sigmund Wann, Wunsiedler Bürger und Stifter († 1469)

## Gestorben

### Todesdatum gesichert
- 13. März: John Barbour, schottischer Nationaldichter
- 26. März: Guillaume III. Roger de Beaufort, Vizegraf von Turenne (* 1332)
- 8. April: Heinrich IV., Graf von Ortenburg
- 14. April: Albert II. von Braunschweig-Wolfenbüttel, Erzbischof von Bremen (* um 1359/1360)
- 26. April: Katharina von Luxemburg, Herzogin von Österreich und Markgräfin von Brandenburg (* 1342)
- 16. Mai: Beatrix von Berg, Kurfürstin von der Pfalz (* 1360)
- 17. Mai: Konstantin Dragaš, serbischer Regionalfürst
- 17. Mai: Marko Kraljević, serbischer König (* um 1335)
- 17. Mai: Maria von Anjou, Königin von Ungarn (* 1371)
- 3. Juni: Iwan Schischman, Zar von Bulgarien (* um 1350)
- 17. Juli: Imer von Ramstein, Bischof von Basel
- 29. August: Albrecht III., Herzog von Österreich (* 1349)
- 12. Dezember: Yolande von Flandern, Regentin der Grafschaft Bar (* 1326)
- 25. Dezember: Isabella, Gräfin und Herrin von Neuenburg (* um 1335)

### Genaues Todesdatum unbekannt
- 2. oder 11. Februar: Poncello Orsini, Kardinal der Römischen Kirche
- September: Stjepan Dabiša, König von Bosnien
- Riccardo Caracciolo, Gegen-Großmeister des Johanniterordens in Rhodos
- Ramesuan, König des siamesischen Königreichs Ayutthaya (* 1339)
- Guillaume Tirel, Chefkoch König Karls V. von Frankreich (* 1312)
- Tristan, französischer Ritter und päpstlicher Kapitän (* um 1335)
- Wartislaw VII., Herzog von Pommern-Stolp

### Gestorben um 1395
- Haniji, Gründer und erster König des Königreichs Hokuzan auf Okinawa